# Der Colt Gottes
Der Colt Gottes (Originaltitel: Ekdach Haelohim, hebräisch אקדח האלוהים‎) ist ein Italowestern, den Golan/Globus 1976 in Israel produzierten. Unter der Regie von Gianfranco Parolini spielten einige US-amerikanische Darsteller die Hauptrollen; die technische Crew kam zu großen Teilen aus Italien. Deutschsprachige Erstaufführung des international mit God's Gun betitelten Filmes war im März 1982 auf Video.

## Handlung
Nach einem Banküberfall in Crane City, bei dem es mehrere Opfer gab, fällt die Stadt unter die harte Hand von Sam Clayton und seiner Bande, die sich bald darauf nach Juno City begeben, wo Padre John der Gemeinde vorsteht. Nachdem sie auch dort einiges Unheil angehäuft haben, wird einer von ihnen von Padre John gefangen genommen. Die Bande rächt sich jedoch, indem sie Padre John vor seiner Kirche niederschießt und die Stadt in Geiselhaft nimmt, während sie auf die Postkutsche wartet.
Nur der junge Johnny kann mit zwei Pferden aus dem Städtchen fliehen, wo er den Bruder des Priesters, einen früheren Revolverhelden, ausfindig macht. Bald machen sich die beiden auf den Weg zurück, um Rache zu nehmen. Während der Durchführung entdeckt Clayton, dass er der Vater des jungen Johnnys ist. Fünfzehn Jahre zuvor war dessen Mutter Jenny O’Hara eines seiner Vergewaltigungsopfer. Auch diese Übeltat wird gesühnt.

## Rezeption
Der italienische Filmkritiker Paolo Mereghetti schrieb 1977: „Ist die Geschichte schon schwach, so ist die Charakterzeichnung der Figuren und die darstellerische Leistung noch schlimmer. Am besten breitet man den barmherzigen Schleier des Vergessens darüber“.
Das Lexikon des internationalen Films urteilte: „Western, der sich durch Anleihen beim phantastischen Kino interessant zu machen versucht. Die Geschichte wirkt jedoch so konstruiert, daß kaum Interesse oder Spannung aufkommt.“

## Bemerkungen
Der oft als italienische Koproduktion ausgewiesene Film wird in italienischen Quellen als israelisch bezeichnet.

## Synchronisation
Die deutschsprachige Synchronfassung entstand 1981 bei der FFS GmbH in München.
| Rolle                      | Darsteller    | Synchronsprecher  |
| -------------------------- | ------------- | ----------------- |
| Diamante Lobo / Padre John | Lee van Cleef | Fred Maire        |
| Sam Clayton                | Jack Palance  | Reinhard Glemnitz |
| Jenny                      | Sybil Danning | Dagmar Heller     |
| Jess Clayton               | Robert Lipton | Kurt Goldstein    |
| Mortimer                   | Rafi Ben Ami  | Willi Röbke       |
| Sheriff                    | Richard Boone | Til Kiwe          |
| Marschall                  | N. N.         | Klaus Guth        |